# Cuckoo
Cuckoo je drugi studijski album britanskoga rock-sastava Curve. Diskografska kuća Anxious Records objavila ga je 13. rujna 1993. u Ujedinjenome Kraljevstvu, a Anxious i Charisma Records objavile su ga 21. rujna 1993. u Sjedinjenim Državama.

## O albumu
Sastav je snimao album u londonskom studiju Todal od prosinca 1992. do ožujka 1993. 
Glazbeni stil pjesama na Cockoou „mračniji” je i „žešći”, a melodije, ritmovi i vokali „jasniji” su u usporedbi s prijašnjim albumom Doppelgänger. 
Naslov albuma aluzija je na Kena Keseya i njegov roman Let iznad kukavičjeg gnijezda; pjevačica Toni Halliday izjavila je da joj je priča o autorovu životu pomogla „legitimirati album”, a naknadno je izjavila i da ga smatra najboljim Curveovim albumom.
Halliday je izjavila da je na glazbu pjesme „Crystal” utjecao album Innervisions Stevieja Wondera i da je dio stihova pjesme „Superblaster” nadahnut poezijom E. E. Cummingsa.

## Objava
Objavi uratka prethodila je objava singla „Blackerthreetracker”, na kojem se nalazi pjesma „Missing Link” te „On the Wheel” i „Triumph”, skladbe koje se naposljetku nisu pojavile na albumu. Singl je dosegao 39. mjesto na britanskoj ljestvici singlova. Za pjesme „Missing Link” i „Superblaster” snimljeni su i glazbeni spotovi.
Sam je album objavljen 13. rujna 1993. u Ujedinjenom Kraljevstvu i ostatku Europe, a 21. rujna 1993. u Sjedinjenim Državama. U Ujedinjenom Kraljevstvu Cuckoo je ostvario manji uspjeh na tržištu od prijašnjih Curveovih uradaka; dosegao je 23. mjesto na britanskoj ljestvici albuma. Članovi skupine razišli su se nekoliko mjeseci nakon objave albuma, ali su se ponovno okupili 1996.

## Popis pjesama
Tekstovi i glazba: Toni Halliday i Dean Garcia; pjesmu „Superblaster” napisali su s Alanom Moulderom. 
| 1.    | »Missing Link«                            | Curve, Flood         | 4:58 |
| 2.    | »Crystal«                                 | Curve, Flood         | 4:02 |
| 3.    | »Men Are from Mars, Women Are from Venus« | Curve, Flood         | 4:36 |
| 4.    | »All of One«                              | Curve, Flood         | 4:19 |
| 5.    | »Unreadable Communication«                | Curve, Steve Osborne | 5:50 |
| 6.    | »Turkey Crossing«                         | Curve, Osborne       | 4:52 |
| 7.    | »Superblaster«                            | Curve, Flood         | 3:59 |
| 8.    | »Left of Mother«                          | Curve, Flood         | 4:10 |
| 9.    | »Sweetest Pie«                            | Curve, Flood         | 3:59 |
| 10.   | »Cuckoo«                                  | Curve, Osborne       | 4:55 |
| 45:40 |                                           |                      |      |

## Recenzije
| Recenzije       | Recenzije |
| Izvor           | Ocjena    |
| --------------- | --------- |
| AllMusic        | [ 6 ]     |
| Chicago Tribune | [ 13 ]    |
| NME             | 5/10      |
| Q               | [ 15 ]    |
| Select          | [ 16 ]    |
| Vox             | 6/10      |

Dobio je uglavnom pozitivne i podijeljene kritike. U recenziji za časopis Select Andrew Collins dao mu je pet od pet zvjezdica izjavivši da album „[p]oput odrezane, ali predivno manikirane ruke [...] poziva slušatelja u mrak miomirisnim obećanjima i seksualnom privlačnošću”. Paul Simpson dao mu je četiri zvjezdice od njih pet u osvrtu za AllMusic istaknuvši da sastav na albumu „riskira više nego na prethodnom [albumu]” i da pjesme „nisu toliko zarazne” kao na njemu, ali da „nagrađuje one koji ga više puta poslušaju” i da se „i dalje smatra jednim od najboljih radova skupine”.
Lucy O'Brien dala mu je šest bodova od njih deset pišući za časopis Vox; premda je izjavila da je riječ o „dobru albumu koji čine zaista čudni trenutci”, zaključila je da „jednostavno ne blista”. U recenziji Martina Astona za časopis Q album je dobio tri zvjezdice od njih pet; recenzent je izjavio da sastav „i dalje muči manjak raznolikosti”, ali da je stil „intenzivan, hipnotičan i prepun neobične melodramatičnosti”.
Stephen Dalton dao mu je pet bodova od njih deset u recenziji za New Musical Express izjavivši da je to album „koji vlada tehnikom” te da je „suvremeno i snažno djelo”, ali da ga određuje „ozbiljan nedostatak: više je poput magle nego poput planine, grmi, ali ne sijeva”.

## Zasluge
| Curve - Dean Garcia – bas-gitara, gitara, programiranje bubnjeva, klavijatura, produkcija, snimanje, tonska obrada - Toni Halliday – vokal, produkcija, snimanje, tonska obrada Dodatni glazbenici - Flood – elektronika; produkcija (osim 5., 6. i 10. pjesme) - Alex Mitchell – gitara - Alan Moulder – gitara, efekti, miksanje - Steve Osborne – gitara; produkcija (5., 6. i 10. pjesme) - Debbie Smith – gitara - Sally Herbert – violina (na 7. i 8. pjesmi) - Steve Monti – bubnjevi (na 2., 7. i 9. pjesmi) | Ostalo osoblje - Darren Allison – pomoć pri miksanju - Howie Weinberg – mastering - Flat Earth – omot albuma, fotografija na naslovnici - Vaughan Matthews – fotografija na naslovnici - Andy Catlin – fotografija |

## Ljestvice
| Ljestvica                                   | Najviša pozicija |
| ------------------------------------------- | ---------------- |
| European Top 100 Albums                     | 77.              |
| SAD (Top Heatseekers)                       | 18.              |
| Ujedinjeno Kraljevstvo                      | 23.              |
| Ujedinjeno Kraljevstvo (Independent Albums) | 2.               |